# Eriocaulon nudicuspe
Eriocaulon nudicuspe là một loài thực vật có hoa trong họ Eriocaulaceae. Loài này được Maxim. mô tả khoa học đầu tiên năm 1893.

## Hình ảnh

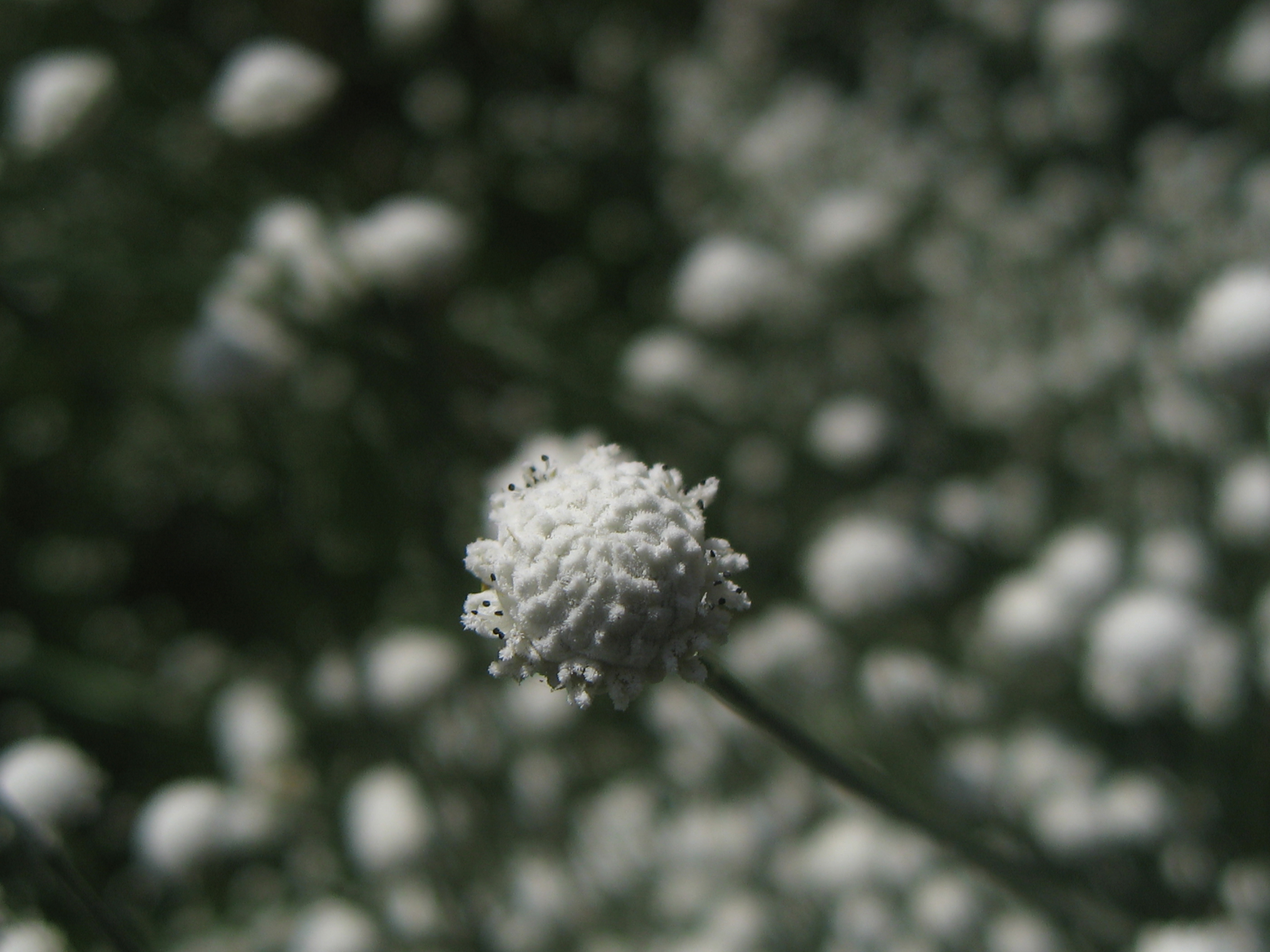
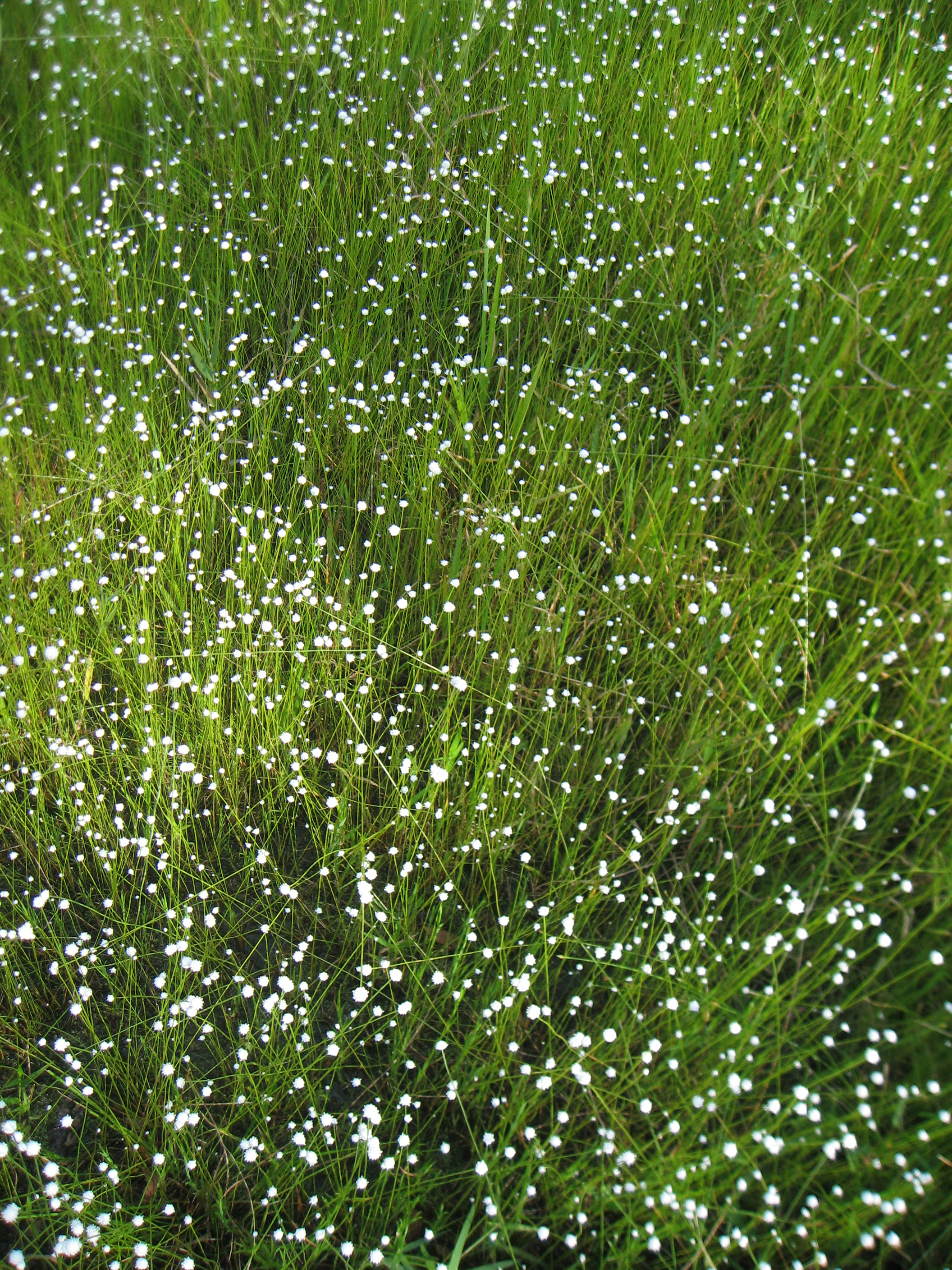
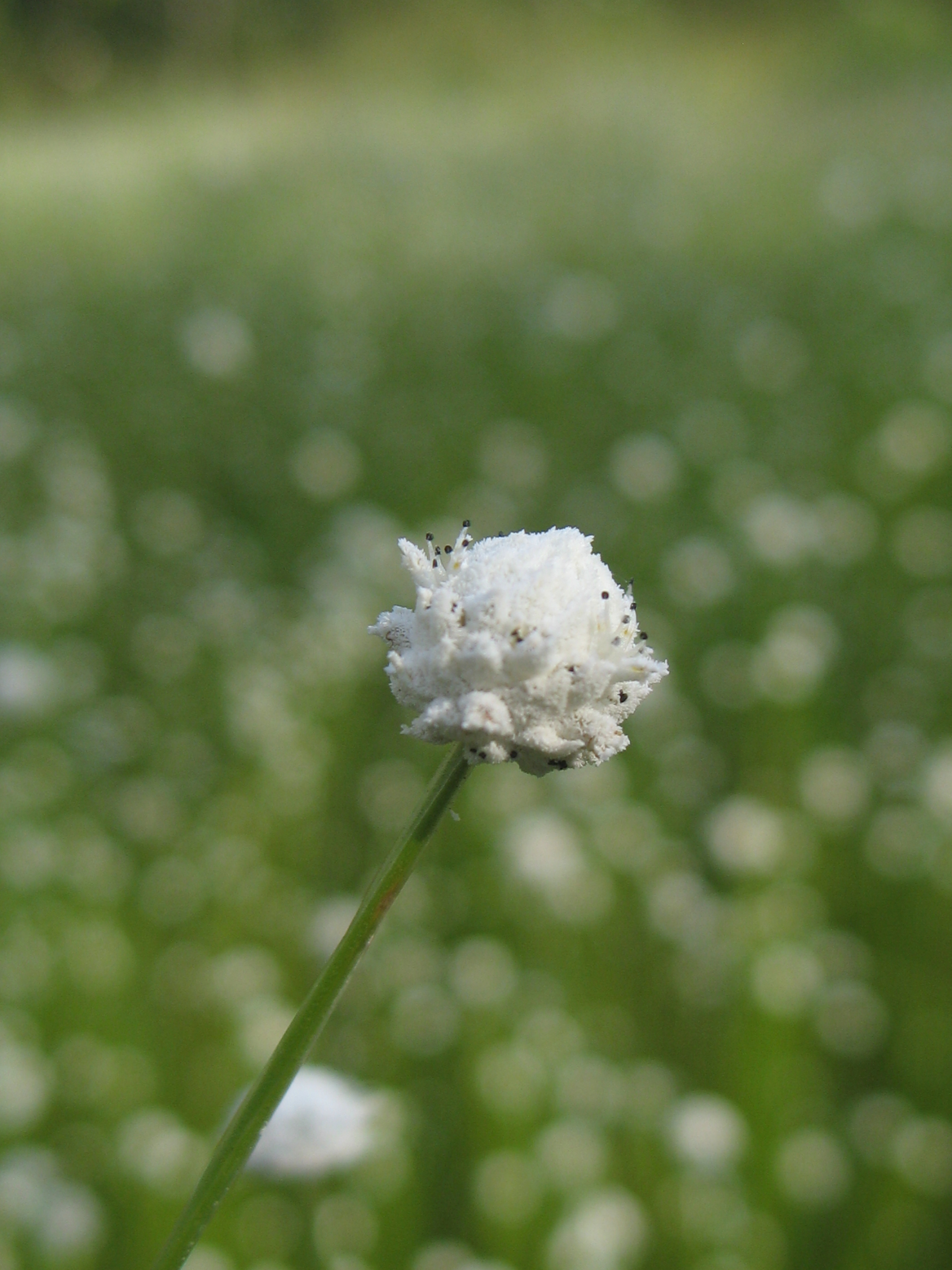
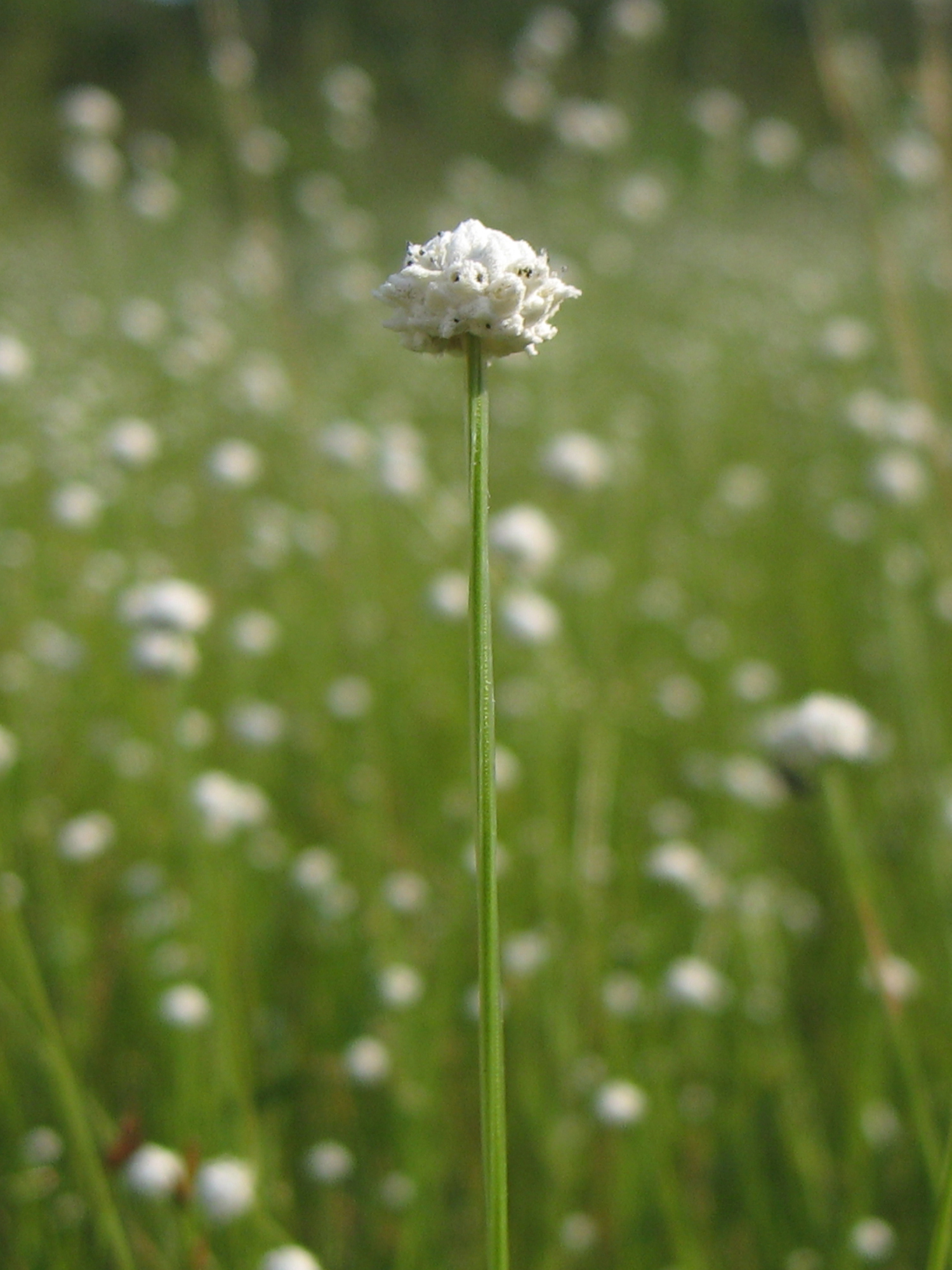